# جيفري كرامر
جيفري كرامر (بالإنجليزية: Jeffrey Kramer)‏ هو منتج أفلام وممثل أمريكي، ولد في 15 يوليو 1945 بنيويورك في الولايات المتحدة. من الجوائز التي نالها جائزة إيمي.

## جوائز
- جائزة إيمي

## وصلات خارجية
- جيفري كرامر على موقع IMDb (الإنجليزية)
- جيفري كرامر على موقع روتن توميتوز (الإنجليزية)
- جيفري كرامر على موقع قاعدة بيانات الفيلم (الإنجليزية)